# Бернацкий, Николай
Николай Бернацкий (пол. Mikołaj Biernack; 6 июня 1836, Цыгановка Зеленецкая, Подольская губерния — 31 августа 1901, Львов) — польский писатель

, поэт-сатирик

, переводчик, редактор и издатель; также известен род псевдонимом Родоць (пол. M. Rodoć).

## Биография
Николай Бернацкий родился 6 июня 1836 года в селе Цыгановка Зеленецкая (ныне не существует, территория Каменец-Подольского района Хмельницкой области Украины), в семье местных помещиков. Окончил Дворянский институт и юридические курсы в Варшаве.
С 1856 по 1863 год он был чиновником Комитета внутренних дел Царства Польского, затем управлял своим имением близ Седльце. В 1874 году Бернацкий переехал в Галицию.
Дебютировал на литературном поприще в 1876 году переводом песен Пьера-Жана де Беранже. Вскоре Н. Бернацкий стал представителем «Львовской группы» сатириков (другая группа была в Кракове). Бернацкий воссоздал в Польше жанр Беранже, которому он откровенно подражал и песенки которого переводил очень близко к оригиналу.
В своих сатирах, переходивших часто в стихотворные памфлеты, Бернацкий осмеивал шляхту, иезуитов, «патриотов фразы» и т. п. Раболепство во всех видах было одним из главных объектов сатиры Бернацкого. Кроме размещённых в различных периодических печатных изданиях произведений, Бернацкий издал 12 томиков своих сатир под общим заглавием: «Piosnki i gaw (jdy humorystyczne» (1876).
Николай Бернацкий покончил жизнь самоубийством 31 августа 1901 года в городе Львове и был погребён на Лычаковском кладбище.
Незадолго до смерти автора в польской столице вышло полное собрание его сочинений.